# Saikyō Jump
Saikyō Jump (最強ジャンプ, Saikyō Janpu) é uma revista bimestral japonesa de mangás shōnen publicada pela Shueisha. A revista foi lançada em 3 de dezembro de 2010 com três títulos originais e sete spin-offs de mangás da Weekly Shōnen Jump e V-Jump. A revista teve início com edições trimestrais, passando a se tornar mensal em dezembro de 2011. Em novembro de 2014 a revista passou a ter periodicidade bimestral. O mascote da revista foi criado por Eiichiro Oda.

## Séries atuais
| Título da série                                         | Autor            | Início           |
| ------------------------------------------------------- | ---------------- | ---------------- |
| Chousoku Henkei Gyrozetter (超速変形ジャイロゼッター)   | Ichimura Ryutaro | Dezembro de 2011 |
| Dragon Ball SD (ドラゴンボールSD)                       | Ooishi Naho      | Dezembro de 2010 |
| Koro-sensei Q! (殺せんせーQ!)                           | Watanabe Kizuku  | Outubro de 2015  |
| Majin Bone (マジンボーン)                               | Toudou Izumi     | Janeiro de 2014  |
| One Piece Party (ONE PIECE PARTY)                       | Andou Ei         | Dezembro de 2014 |
| Uchiha Sasuke no Sharingan Den (うちはサスケの写輪眼伝) | Taira Kenji      | Outubro de 2014  |

## Séries finalizadas
- Battle Spirits: Sword Eyes
- Bleach 4-koma: Komaburi
- Chopperman
- Chopperman: Yuke Yuke! Minna no Chopper-sensei
- Fuwari! Don Patch
- Ginga e Kickoff!!
- Gourmet Gakuen Toriko
- Rock Lee no Seishun Full-Power Ninden
- Vongola GP Kuru
- Yu☆Gi☆Oh!: D Team Zexal